# 3772 Piaf
För andra betydelser, se Piaf.
3772 Piaf eller 1982 UR7 är en asteroid i huvudbältet som upptäcktes den 21 oktober 1982 av den rysk-sovjetiska astronomen Ljudmila Karatjkina vid Krims astrofysiska observatorium på Krim. Den är uppkallad efter den franska sångerskan Édith Piaf.
Asteroiden har en diameter på ungefär 18 kilometer och tillhör asteroidgruppen Eos.